# Hipótesis del simio acuático

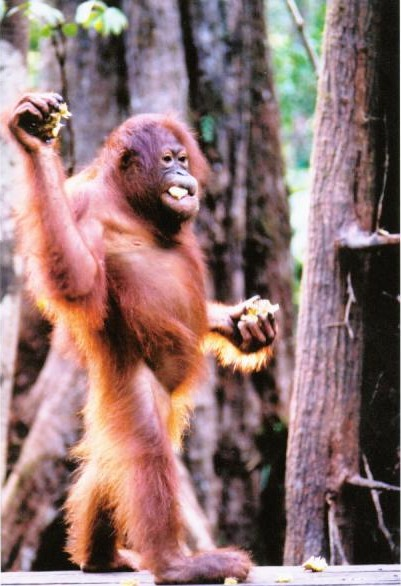
Orangután.

La hipótesis del simio acuático (AAH por sus siglas en inglés), o teoría del simio acuático como es frecuentemente llamada, es una hipótesis que trata de indicar y mantener que los antecesores inmediatos de los humanos y otros homínidos vivieron por un tiempo significativo en un ambiente semiacuático sobre la costa africana (entendiendo por semiacuático la alternancia de periodos en tierra y periodos en el agua para huir de depredadores o buscar crustáceos). 
Indicando que este hipotético hecho habría influido en su evolución, debido a que en este ambiente habrían tenido que obtener la mayoría de sus alimentos de la zona costera y lagunas poco profundas tierra adentro, antes de que sus descendientes homínidos regresaran a una existencia más puramente terrestre.
Esta es una posición que actualmente no es sostenida por la biología, ni la antropología (disciplina especializada en el tema), ni la paleontología y más bien permanece viva principalmente en la literatura comercial y no científica.

## Historia
Cuando se formuló la hipótesis del simio acuático, el punto de vista convencional y el mayoritario de la evolución humana, era que los primeros homínidos evolucionaron en las sabanas africanas (teoría que posteriormente evolucionaría a la actual, que postula que los homínidos evolucionaron en la selva o en un ambiente semiselvático, presentando un origen terrestre sin influencias semiacuáticas en su evolución).
Aunque fue Max Westenhofer, en Der Eigenweg des Menschen (1942), quién originalmente sugirió la hipótesis del simio acuático, fue dada más a conocer en 1960, por el biólogo marino sir Alister Hardy (1896-1985), cuando aún no existía toda la información recopilada actualmente sobre la evolución humana; la cual llevaría a postular su origen selvático. 
Posteriormente, la escritora feminista Elaine Morgan reviviría la hipótesis de una forma considerada actualmente pseudocientífica; al desarrollar y promocionar la AAH en su primer libro sobre el tema, The Descent of Woman (La Descendencia de la Mujer), en 1972. Posteriormente escribiría otros libros que seguirían esta temática: The Aquatic Ape (El Simio Acuático) en 1982, The Scars of Evolution (Las Cicatrices de la Evolución) en 1990, y The Aquatic Ape Hypothesis (La Hipótesis del Simio Acuático) en 1997.

## Descripción de la teoría
La hipótesis del simio acuático propone los siguientes argumentos principales:
- Desnudez: De los cientos de especies de primates, los humanos somos la única en la cual el pelo corporal no cubre la casi totalidad del cuerpo. Los únicos ambientes conocidos que dan lugar a mamíferos así "desnudos" son el acuático y el subterráneo. Otros mamíferos sin pelo corporal son, o totalmente subterráneos (rata topo sin pelo), o nadan (ballena, delfín, morsa y manatí), o vadean (hipopótamo, cerdo y tapir), o buscan el lodo y el agua con regularidad (rinoceronte y elefante).

- Bipedismo: Los humanos somos los únicos mamíferos bípedos existentes. Aunque esto nos provee de la habilidad para utilizar herramientas mientras caminamos o corremos, también tiene como consecuencia directa problemas de espalda y espina dorsal, varices, hemorroides, hernias y problemas al dar a luz.

Dado que la evolución trabaja solo a pasos pequeños, es difícil (para los partidarios de la hipótesis del simio acuático) imaginar cómo el bipedismo pudo haber evolucionado en la sabana: la masa del tronco hace que este modo de locomoción sea inherentemente inestable. El agua, en cambio, sostiene al cuerpo en tal posición.
- Respiración: Con la excepción de los humanos, los mamíferos terrestres carecen de control consciente y voluntario sobre la respiración. El control de los humanos sobre su aparato respiratorio es similar al de los mamíferos acuáticos que inhalan el aire que necesitan para zambullirse, para luego retornar a la superficie por más.

- Grasa: Los humanos tenemos diez veces más grasa corporal que la de otros animales terrestres de nuestro tamaño. Somos, por mucho, los más obesos de los primates. Mientras que los mamíferos terrestres que hibernan poseen una capa de grasa estacional, los humanos, como los mamíferos acuáticos, retenemos nuestra grasa durante todo el año.

- Las lágrimas y la sudoración excesiva: estos procesos biológicos son consideradas como ulterior evidencia en favor de la hipótesis[cita requerida].

- El esbozo de membranas interdigitales: la porción de piel entre el dedo pulgar y el índice humanos, la cual parece no tener valor aparente en tierra.

- Partos acuáticos: en muchos hospitales hay bañeras preparadas para el momento del parto, ya que el agua no entraña problemas para el bebé, y la madre sufre menos dentro del agua. El parto además es más rápido. No se sabe bien por qué pasa esto, pero esta característica humana podría ser una herencia de un simio que pasara parte del tiempo en el agua[cita requerida].

- Fósiles: Muchos de los yacimientos de fósiles de Australopithecus afarensis (entre ellos donde se descubrió Lucy) se encuentran sobre el rift africano en la región de Afar (Etiopía), una región árida (con las temperaturas más altas del planeta y con escasa vegetación) que conforma una cuenca endorreica, donde la formación de un nuevo proto-mar, provoca periodicamente la inundacion de la superficie del terreno, con una capa de agua de decenas de centímetros que se extiende uniformemente por una llanura de cientos de kilómetros cuadrados.

- Facilidad para la natación: Esta hipótesis, dicen sus defensores, explica la razón de que nos movamos tan fácilmente en el agua —aún incluso en los primeros meses de vida—, mientras que nuestros más próximos parientes, los chimpancés, lo hacen torpemente, ahogándose al poco tiempo.

### Argumentos en contra de la "hipótesis terrestre"
- Desnudez: La explicación terrestre usual (conocida como la "hipótesis termoregulatoria") es que esto sucedió para perder calor - los humanos sudamos más por unidad de área que cualquier otro mamífero, y los proponentes de esta idea proponen que esto nos hace particularmente efectivos al intentar permanecer activos durante el calor del día africano. Una capa de pelo reduciría la efectividad de esto (el sudar humano puede ser visto como un análogo de los comportamientos acuáfilos de los animales mencionados anteriormente).[cita requerida].

Los problemas con esta explicación son que el pelo corporal es necesario para protegerse de la radiación solar directa y el calor extremo, además del frío; que la sudoración humana es altamente desperdiciadora de agua y sales, lo cual es una clara desventaja en la sabana; y que el hecho de que la piel esté expuesta no es, después de todo, esencial para que la sudoración sea efectiva.
Adicionalmente, cualquier hipótesis de esta naturaleza tiene que explicar el patrón de pelo corporal que sí tenemos, además del porqué las mujeres y niños tienen menos pelo corporal que los hombres. Respecto al primer punto, ¿Por qué habríamos de haber retenido el pelo de la cabeza si el supuesto propósito de una piel desnuda es el mantenerse fresco? En favor de la AAH, se puede notar que la parte superior y posterior de la cabeza son las áreas menos en contacto con el agua según el patrón humano de natación, y además son también las únicas áreas cubiertas con un pelaje denso tanto en los individuos maduros como en los infantes. Solo la cabeza, que emergería a la superficie, conservó su pelo protector para resguardarse de los rayos solares.[cita requerida].
Esta teoría aclararía una curiosa circunstancia de los restos de vello que conservamos en el cuerpo. Un examen atento revela que la dirección de los finos pelitos de nuestro cuerpo difiere extrañamente de la que presentan los otros monos. En nosotros apuntan diagonalmente hacia atrás y hacia dentro. Siguen, pues, la dirección de la corriente de agua que pasa por encima del cuerpo del nadador e indican que, si la capa de vello se modificó antes de desaparecer, lo hizo exactamente de la manera más conveniente para reducir la resistencia durante la natación.
Sobre el segundo punto, es posible sugerir un escenario AAH en el cual los machos maduros hayan pasado más tiempo cerca de la costa, mientras que las madres con sus bebés permanecían aguas más profundas fuera del alcance de los predadores; es difícil para la hipótesis de la regulación térmica el acomodar un caso en el que las hembras y los infantes fueran más activos que los machos y, por lo tanto, en mayor necesidad de enfriamiento por sudoración, bajo el calor del día.[cita requerida].
- Grasa: Esta es muy importante para el desarrollo y mantenimiento del cerebro, el cual es un órgano muy costoso en términos de requerimientos de energía. Sin embargo, esta sugerencia no responde por el hecho de que las mujeres y los niños poseen una mucho mayor proporción de grasa corporal que los hombres; mientras que, dentro del escenario AAH, esto sugiere, justo como con el contraste en pelo corporal, que las hembras y sus crías habrían pasado más tiempo en el agua que los machos adultos.[cita requerida].

- Bipedismo (o bipedalismo) : Hay varias sugerencias terrestres sobre por qué los primeros homínidos se tornaron bípedos: comportamientos relacionados con el acarreo, elaboración de herramientas, y comportamientos de vigilancia, por ejemplo. El problema con todos estos es que (a diferencia del supuesto simio acuático, que bien podría haber sido un vadeador de tiempo completo) ninguno de ellos se aplica a más de una pequeña fracción del tiempo; cuando no se encontraban involucrados en estos comportamientos, los proto-homínidos hubiesen simplemente revertido a la locomoción cuadrúpeda.[cita requerida].

- El tamaño del cerebro: El hecho de ser un simio, es una criatura inteligente, si este cerebro en particular recibe el fósforo que se encuentra en la zoología marina (peces y crustáceos) tendríamos un crecimiento mayor en las siguientes generaciones. El delfín es el mamífero más inteligente después del hombre (Homo Sapiens).[cita requerida].

## Objeciones a la AAH
La hipótesis del simio acuático no es aceptada actualmente por la ciencia debido a que se le objeta y se le rebate los siguientes puntos: 
- Desnudez: El pelo humano es drásticamente diferente del de todas las especies acuáticas antes mencionadas. La comparación con mamíferos totalmente acuáticos (como los cetáceos, sirenios, etc.) es sospechosa,[cita requerida] pues estos animales han evolucionado tales características a lo largo de un período mucho más extenso que los humanos. La correlación entre "desnudez" y ambiente acuático es débil: muchos mamíferos acuáticos conservan una buena capa de pelo (nutrias, focas, castores, etc.). En buena parte, la reducción de la capa pilosa en los humanos, pueden explicarse debido a la necesidad de nuestros ancestros de caminar largas distancias sin detenerse, evitándose así el sobrecalentamiento del cuerpo; y las diferencias de pilosidad entre machos y hembras, pueden explicarse por selección sexual. La protección contra los rayos solares se produciría mediante el proceso de la pigmentación de la piel por la melanina.

- Bipedismo: Ningún mamífero acuático es bípedo. Los animales que son temporalmente bípedos (como los canguros y algunos primates) utilizan su posición vertical para la locomoción, alimentación y vigilancia, todos los cuales son comportamientos útiles para la vida terrestre. Más aún, para erigirse en aguas poco profundas, es útil el poseer la mitad inferior de las piernas sustancialmente más larga que la parte superior, como sucede comúnmente en las aves vadeadoras. Las piernas humanas no concuerdan con este patrón. Por otra parte, el sostén del agua no parece necesario para que evolucione el bipedismo en un primate. Los bonobos, totalmente terrestres, utilizan el bipedismo para desplazarse de vez en cuando. Aunque carecen de las adaptaciones de la cadera, la columna y las piernas que surgieron en los australopitecinos (animales terrestres, por cierto), éstas pudieron surgir gradualmente a la vez que los animales adoptaban esta forma de locomoción con mayor frecuencia y caminaban mayores distancias. Se conoce también el caso de un chimpancé llamado Oliver, que se acostumbró a caminar totalmente erguido constantemente y sin la ayuda del agua.

- Respiración: La habilidad para moderar la respiración, aunque a un menor grado de control, está presente en muchos otros animales, incluyendo otros simios y los perros. El reflejo de zambullida está presente en otros mamíferos también. Igualmente destaca la poca capacidad respiratoria de humanos y otros simios frente a todos los mamíferos acuáticos.

- El tamaño del cerebro: Este aspecto está bien explicado en la teoría del origen terrestre. El cerebro de los ancestros del ser humano habría adquirido los nutrientes que favorecerían el mayor crecimiento del cerebro, primeramente al consumir carne (muy probablemente como carroñero), y posteriormente los habrían adquirido pescando y/o cazando otro tipo de animales; sin que sea necesario haber sido nuestros ancestros acuáticos para que haya sucedido este proceso. Igualmente cabe destacar que el chimpancé en inteligencia son muy similares a las del delfín, y debido a que la gran mayoría de los animales marinos no presentan una inteligencia desarrollada como la del chimpancé o el delfín; este hecho indica que aunque la dieta acuática favorece la aportación de nutrientes necesarios para el desarrollo del cerebro no implica que influya total y directamente en la evolución cerebral.

- Fósiles: La evidencia fósil recolectada y conocida hasta el momento no indica alguna hipotética falta en los registros fósiles, lo que permitiría postular que existiría un grupo de fósiles desconocidos que corroborarían la AAH. Al contrario, los fósiles que se han descubierto en los últimos años solo corroboran el origen terrestre.

## Discusiones
La AAH provoca feroces, y frecuentemente agrias, discusiones, así: 
- Los proponentes de la AAH se quejan de una actitud de superioridad y desprecio de los escépticos frente a su teoría; de que los ataques serían sobre formas y personas más no sobre la sustancia fundamental; además que habría una incapacidad de proveer una hipótesis terrestre alternativa que sobreviva a las críticas que precisamente abate la AAH.[cita requerida].

- Los escépticos critican la falta de evidencia fósil directa; la manera amateur en que es propuesta la AAH actualmente, lo que hace que la hipótesis prácticamente solo pertenezca a la pseudociencia. Esto es producto del sobre-énfasis en tenuos argumentos (muchos de ellos no acorde con lo descrito por la ciencia) y especialmente por el interés comercial involucrado principalmente a través de la venta de libros comerciales no científicos.[cita requerida].

- Los escépticos indican que la hipótesis terrestre tiene suficientes argumentos y está basadas en pruebas dadas por disciplinas especializadas en el estudio de la evolución humana (y apoyadas por otras disciplinas científicas); por lo cual, la hipótesis terrestre puede resistir todas las críticas realizadas por el minoritario grupo de personas que apoyan la AAH.[cita requerida].

## En la cultura popular
Esta teoría es usada como base en la película Sirenas, el descubrimiento, que rodada en formato de falso documental, especula acerca de la existencia de sirenas tomando como idea general esta teoría.